# Timonius elegans
Timonius elegans là một loài thực vật có hoa trong họ Thiến thảo. Loài này được S.P.Darwin miêu tả khoa học đầu tiên năm 1997.